# Billar a tres bandes
El billar a tres bandes, també anomenat billar de caramboles a tres bandes, és una forma popular de billar de caromboles.
L'objectiu de el joc és fer caromboles: cada jugador llança la seva bola i ha de fer-la xocar amb les altres dues (la vermella i la del contrincant) amb qualsevol ordre tocant almenys tres cops les bandes abans de tocar la darrera bola. Es marca un punt per a cada carombola completada amb èxit. A la majoria de tirs, la bola del pit colpeja les boles de l'objecte una vegada cadascuna, tot i que es permet qualsevol nombre de vegades, sempre que les dues siguin colpejades. Els contactes entre la bola i els coixins poden ocórrer abans i/o després de colpejar la primera bola d'objecte. La bola no es necessari que contacti amb bandes diferents mentre que ho faci almenys tres vegades en total.
En els modern billar a tres bandes, les boles dels dos jugadors són blanques i grogues, mentre que la tercera bola és vermella. La introducció de la pilota groga és un canvi relativament recent per facilitar als espectadors el seguiment del joc; anteriorment s'utilitzaven dues boles blanques amb petites marques en una o ambdues per distingir-les.

## Història
El billar de tres bandes data de la dècada de 1870 i, encara que no es coneix del tot l'origen del joc, va evolucionar a partir del billar a la banda, que al seu torn es va desenvolupar a partir del billar de caramboles directe. Aquestes novetats van fer que el joc fos més difícil, menys repetitiu i més interessant tant per als espectadors com per als jugadors, a la vegada que van frustrar la capacitat de jugadors altament qualificats per acumular punt rere punt a voluntat.

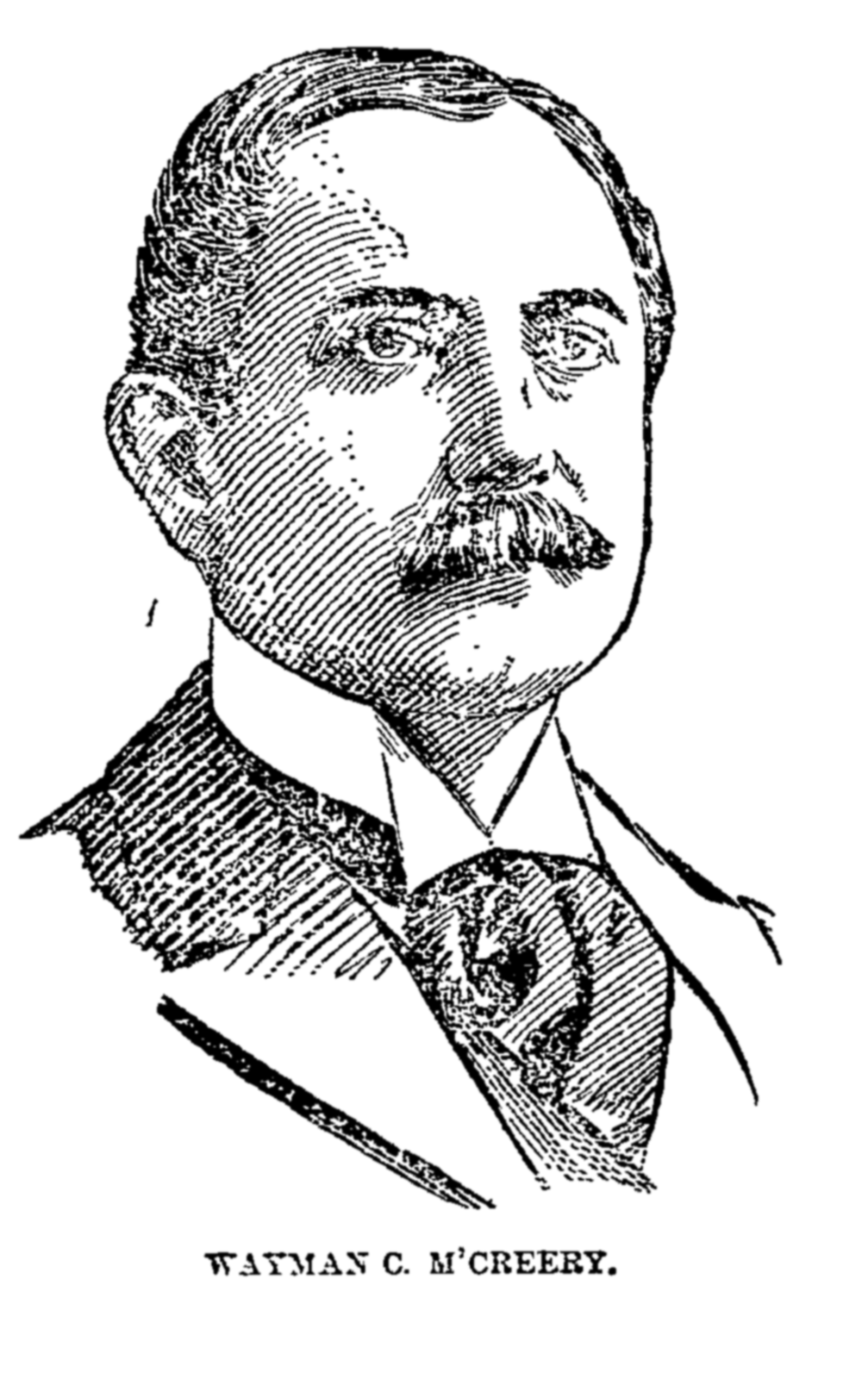
Wayman C. McCreery, popularitzador i possible inventor de billar a tres bandes

És indiscutible que col·lector d'Impostos Interns del Port de St Louis, Missouri, Wayman Crow McCreery, nascut el 14 de juny de, 1851 a St Louis, va popularitzar el joc. Almenys una publicació afirma que va inventar també el joc.
El primer torneig de billar a tres bandes va tenir lloc el 14 de gener – 31, 1878 a la sala de billar d' C. E. Mussey a St. Louis, amb la participació de McCreery. El turneig va ser guanyat pel neoyorquí Leon Magnus. La puntuació màxima del torneig va ser de només 6 punts i la mitjana més alta de 0,75. El joc es va jugar poc freqüentment abans de 1907, amb molts dels jugadors més importants de l'època manifestant la seva aversió. No obstant això, després de la introducció del Trofeu Lambert el 1907, el joc es va fer cada cop més popular tant als Estats Units com internacionalment.
Cap al 1924, el billar a tres bandes es va fer tan popular que dos gegants d'altres disciplines del billar van acceptar prendre part en el joc, especialment per a un partit de desafiament. El 22 de setembre de 1924, Willie Hoppe, i Ralph Greenleaf van jugar una partida diversos dies ben anunciat fins a 600 punts . Hoppe va ser el guanyador eventual amb una puntuació final de 600-27. El declivi del joc als Estats Units va començar el 1952 quan Hoppe, aleshores campió de billar de 51 vegades, va anunciar la seva retirada.
El tres-coixí conserva una gran popularitat a algunes parts d'Europa, Àsia i Amèrica Llatina i és el joc de billar de caramboles més popular que es juga als Estats Units avui, on el billar americà està molt més estés. El lent ressorgiment la popularitat del joc als Estats Units es deu en part a la introducció del torneig de Sang Lee International Open a Flushing, Nova York, el 2005, amb un premi pel primer lloc de fins a 25.000 dòlars americans. El joc també ha vist una cobertura més gran en publicacions esportives amb seu als Estats Units, com Billiards Digest i Pool & Billiard Magazine.

## Registres
El billar de tres coixins és un joc molt difícil. Una mitjana d'un punt per entrada és habitual en professionals de nivell nacional, i la mitjana de 1,5 o més és un joc de classe mundial. Una mitjana d'1 significa que per cada torn, la taxa d'èxit d'un jugador és del 50%. Una mitjana de 2 significa una taxa d'èxit del 66%.

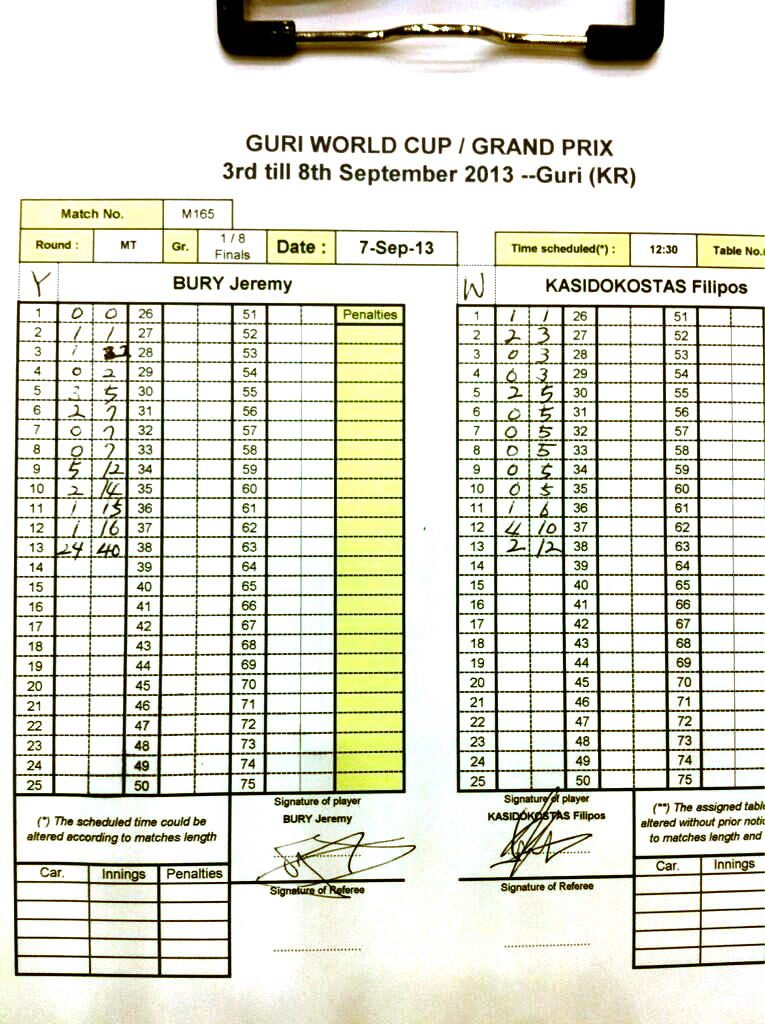
Fitxa de resultats de 24 de Jérémy Bury

La carrera més alta de punts consecutius en billar a tres bandes durant molts anys va ser de 25, distribuïda en dos jocs (catorze i fora i a partir dels onze del següent joc) per part del nord-americà Willie Hoppe el 1918, durant una exposició a San Francisco. El 1968, Raymond Ceulemans va millorar el rècord fins a 26 en un partit del torneig de la Copa Simonis. El 1993, Junichi Komori va marcar el rècord de 28 en un partit de lliga holandesa, gesta repetida pel Ceulemans el 1998 en la mateixa lliga. El 2012, Roland Forthomme va empatar el rècord a Zundert. Als Campionats d'Europa del 2013 a Brandenburg, Alemanya, Frederic Caudron es va convertir en el quart membre del club "28". Ceulemans té reputació de tenir un alt nivell de 32 en un partit fora de torneig. La carrera més alta fins al moment en un partit del Mundial és de 24, establert per Jérémy Bury el 7 de setembre de 2013 a Guri, Corea del Sud (vegeu la fitxa de resultats a la dreta).
Comptant interrupcions dels adversaris que comencen noves partides, l'holandès Dick Jaspers ostenta el rècord actuals: 34 en el seu partit de final del Campionat d'Europa del 2008 contra el suec Torbjörn Blomdahl, disputat en tres partits de 15 punts cadascun, va acabar el primer partit amb 13, va fer 15 en l'única entrada del segon partit (iniciat per Blomdahl), i va fer sis en la seva primera entrada del tercer.
El millor joc en la competició de lliga estàndard de 50 punts és sis entrades (mitjana 8.333) d'Eddy Merckx (marcador: 4-9-26-7-0-4) a la Bundesliga alemanya el 2011. El millor joc en un torneig és de nou entrades (5.555 de mitjana) de Torbjörn Blomdahl el 2000, mentre que el sud-coreà i posterior campió nacional dels Estats Units Sang Lee va aconseguir 50 punts en quatre entrades (19-11-9-11, una mitjana de 12,5.) en un joc amb hàndicap al billar Sang Lee de Queens, Nova York.
La millor mitja del torneig és 5.625 (45 en vuit entrades en tres partits; és a dir, només cinc faltes), obtinguda per Dick Jaspers a les finals de la Copa d'Europa esmentades a Florange, França, el 2008. Notablement, el seu oponent Blomdahl va assolir una mitjana de 3,0. Dick Jaspers té la màxima més alta en un torneig internacional de 2,537 (345 caramboles en 136 entrades) el 2002 en un torneig de Crystal Kelly de set partits a Mònaco, i va assolir una mitjana rècord de 2,666 (200 caramboles en 75 entrades) en un torneig nacional de quatre partits a Veldhoven el 2005.
Raymond Ceulemans, de Bèlgica, té el record probablement inigualable de 21 campionats mundials de billar a tres bandes.

## Governs
El principal òrgan de govern de l'esport és la Unió Mundial de Billar (UMB). Des de finals dels anys vint portava campionats mundials a tres bandes. És una organització membre de la Confederació Mundial d'Esports de Billar. Del 1985 al 1999, l' Associació Mundial de Billars (BWA) va organitzar la Copa del Món a Tres Bandes amb UMB, però després es va tancar per problemes financers, amb UMB assumint la responsabilitat total del torneig.